# Leia sublunata
Leia sublunata är en tvåvingeart som först beskrevs av Friedrich Hermann Loew 1870.  Leia sublunata ingår i släktet Leia och familjen svampmyggor. Inga underarter finns listade i Catalogue of Life.